# Compsibidion singulare
Compsibidion singulare là một loài bọ cánh cứng trong họ Cerambycidae.